# Salenthal
Salenthal est une ancienne commune française située dans le département du Bas-Rhin, en région Grand Est. 
Cette commune se trouve dans la région historique et culturelle d'Alsace et est devenue, le 1er janvier 2016, une commune déléguée de la commune nouvelle de Sommerau.

## Géographie
Salenthal est située à environ 2 km d'Allenwiller, à 4 km au sud de Marmoutier et à une trentaine de kilomètres au nord-ouest de Strasbourg. La desserte de la commune est assurée par la RD 1004 ex-RN 4 que l'on rejoint à Singrist par la RD 117 et Allenwiller par la RD 817. 
Au pied des Vosges, le paysage est composé de collines occupées essentiellement par des prairies et quelques cultures. Le village, à une altitude de 280 mètres, est ceint de quelques vergers extensifs. Depuis le 1er janvier 2009, une ligne à haute tension passe à environ 500 mètres de Salenthal et d'Allenwiller.
Les communes limitrophes sont :
- Singrist au nord-est ;
- Allenwiller au sud  ;
- Birkenwald au sud-ouest ;
- Dimbsthal au nord-ouest.

## Histoire
Le village est mentionné pour la première fois en 1122, dans un document de l'abbaye de Marmoutier. En 1287, Burkard de Salenthal vend une rente de céréales au couvent d'Obersteigen. En 1390, Salenthal échoit aux seigneurs de Wangen. En 1667, François-Egon de Furstenberg achète les anciennes possessions de l'abbaye de Marmoutier sur le secteur pour les lui rétrocéder en 1705. En 1790, la commune intègre le canton de Marmoutier.

### Héraldique
| Blason de Salenthal | Blason  | Parti : au premier d'azur à la crosse abbatiale d'or, au second d'argent semé de billettes d'azur au lion de gueules brochant sur le tout. |
| Blason de Salenthal | Détails | |

## Politique et administration
| Période                                  | Période       | Identité              | Étiquette | Qualité |
| ---------------------------------------- | ------------- | --------------------- | --------- | ------- |
| 1792                                     | juin 1794     | Jean Hoffmann         | 2 ans     |         |
| septembre 1794                           | juin 1795     | Joseph Haffner        | 10 mois   |         |
| juillet 1795                             | janvier 1796  | François Antoine Diss | 7 mois    |         |
| février 1796                             | janvier 1797  | Antoine Kieffer       | 1 an      |         |
| février 1797                             | novembre 1797 | Jean Auer             | 10 mois   | adjoint |
| décembre 1797                            | mars 1798     | Georges Vogler        | 4 mois    |         |
| juin 1798                                | janvier 1808  | Antoine Ott           | 10 ans    |         |
| février 1808                             | décembre 1811 | Joseph Winninger      | 4 ans     |         |
| janvier 1812                             | janvier 1815  | M. Blum               | 3 ans     |         |
| mars 1815                                | novembre 1831 | Antoine Gass          | 17 ans    |         |
| décembre 1831                            | août 1865     | Joseph Winninger      | 33 ans    |         |
| septembre 1865                           | février 1883  | Joseph Kirsch         | 18 ans    |         |
| mars 1883                                | juillet 1902  | M. Kieffer            | 19 ans    |         |
| août 1902                                | 1914          | Jacques Sachs         | 12 ans    |         |
| 1915                                     | 1922          | M. Distel             | 7 ans     |         |
| -                                        | -             | -                     |           |         |
| mars 2001                                | mars 2014     | Jean-Louis Antoni     | 13 ans    |         |
| Mars 2014                                | Mai 2020      | Franck Hufschmitt     | 6 ans     |         |
| Mai 2020                                 | En cours      | Raphaël Faessel       | 6 ans     |         |
| Les données manquantes sont à compléter. |               |                       |           |         |

## Démographie
L'évolution du nombre d'habitants est connue à travers les recensements de la population effectués dans la commune depuis 1793. À partir du 1er janvier 2009, les populations légales des communes sont publiées annuellement dans le cadre d'un recensement qui repose désormais sur une collecte d'information annuelle, concernant successivement tous les territoires communaux au cours d'une période de cinq ans. 
Pour les communes de moins de 10 000 habitants, une enquête de recensement portant sur toute la population est réalisée tous les cinq ans, les populations légales des années intermédiaires étant quant à elles estimées par interpolation ou extrapolation. Pour la commune, le premier recensement exhaustif entrant dans le cadre du nouveau dispositif a été réalisé en 2007,.
En 2013, la commune comptait 246 habitants, en évolution de +15,49 % par rapport à 2008 (Bas-Rhin : +1,68 %, France hors Mayotte : +2,49 %).
| 1793 | 1800 | 1806 | 1821 | 1831 | 1836 | 1841 | 1846 | 1851 |
| ---- | ---- | ---- | ---- | ---- | ---- | ---- | ---- | ---- |
| 219  | 219  | 240  | 360  | 296  | 312  | 276  | 306  | 265  |

| 1856 | 1861 | 1866 | 1871 | 1875 | 1880 | 1885 | 1890 | 1895 |
| ---- | ---- | ---- | ---- | ---- | ---- | ---- | ---- | ---- |
| 213  | 210  | 208  | 223  | 227  | 218  | 198  | 201  | 193  |

| 1900 | 1905 | 1910 | 1921 | 1926 | 1931 | 1936 | 1946 | 1954 |
| ---- | ---- | ---- | ---- | ---- | ---- | ---- | ---- | ---- |
| 217  | 197  | 162  | 160  | 160  | 157  | 145  | 150  | 141  |

| 1962 | 1968 | 1975 | 1982 | 1990 | 1999 | 2007 | 2011 | 2013 |
| ---- | ---- | ---- | ---- | ---- | ---- | ---- | ---- | ---- |
| 133  | 123  | 123  | 121  | 140  | 165  | 214  | 226  | 246  |

## Lieux et monuments
- Église Saint-Maurice : nef de la fin du XIXe siècle ; tour-chœur probablement du XIIIe siècle.
- Croix de cimetière datée de 1757 à proximité de l'église Saint-Maurice.

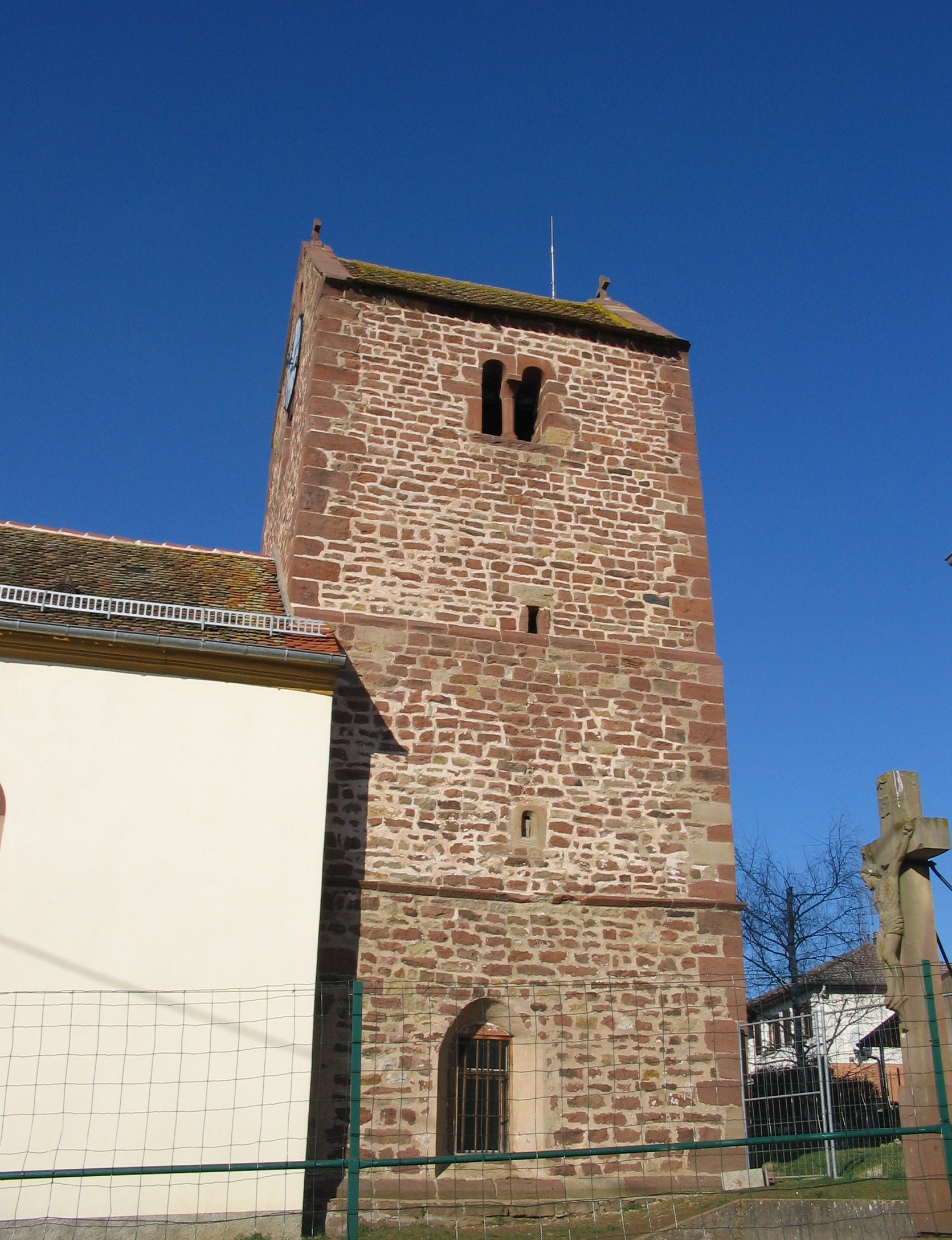
Tour-chœur de l'église Saint-Maurice.
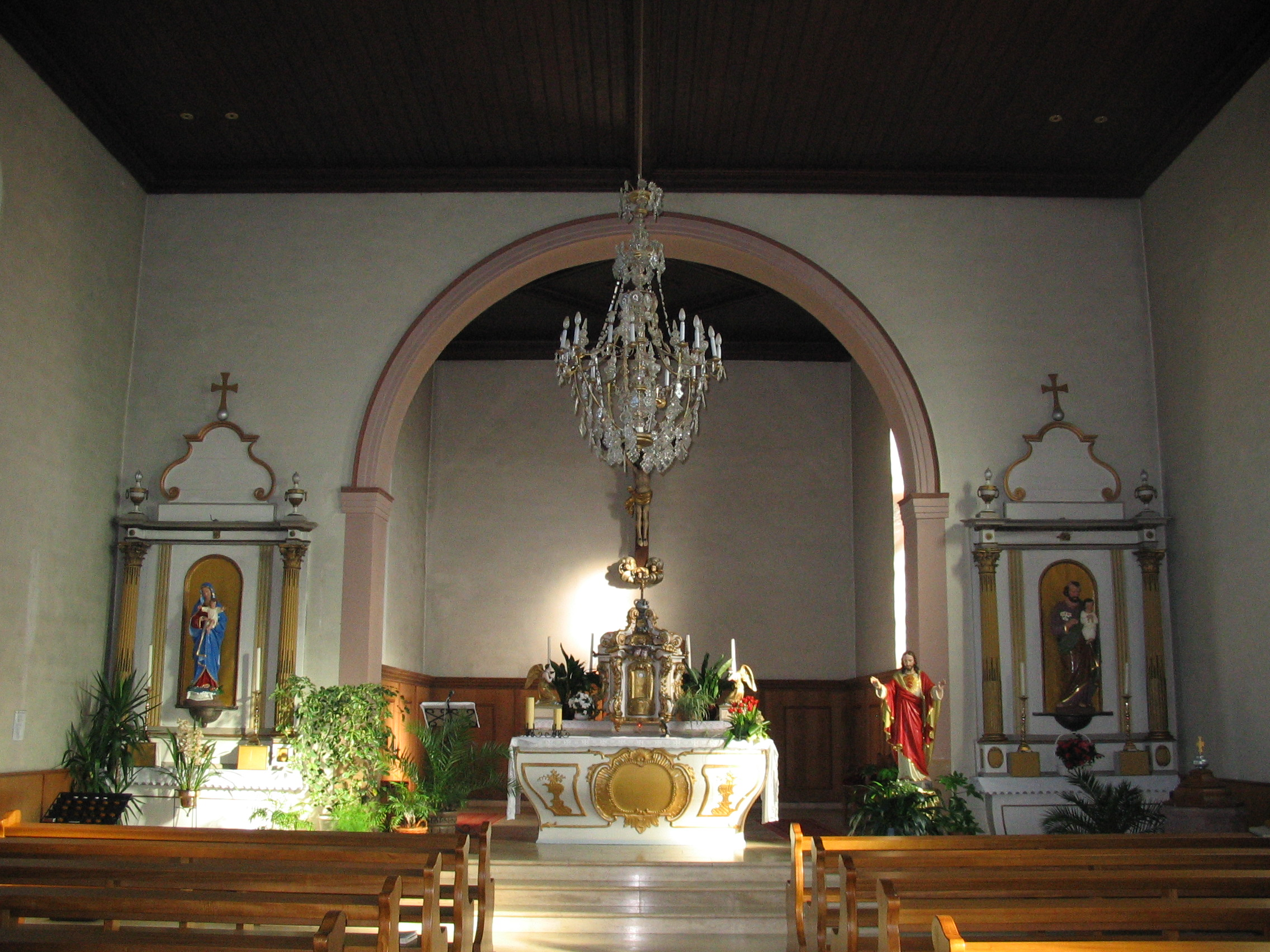
Intérieur de l'église.
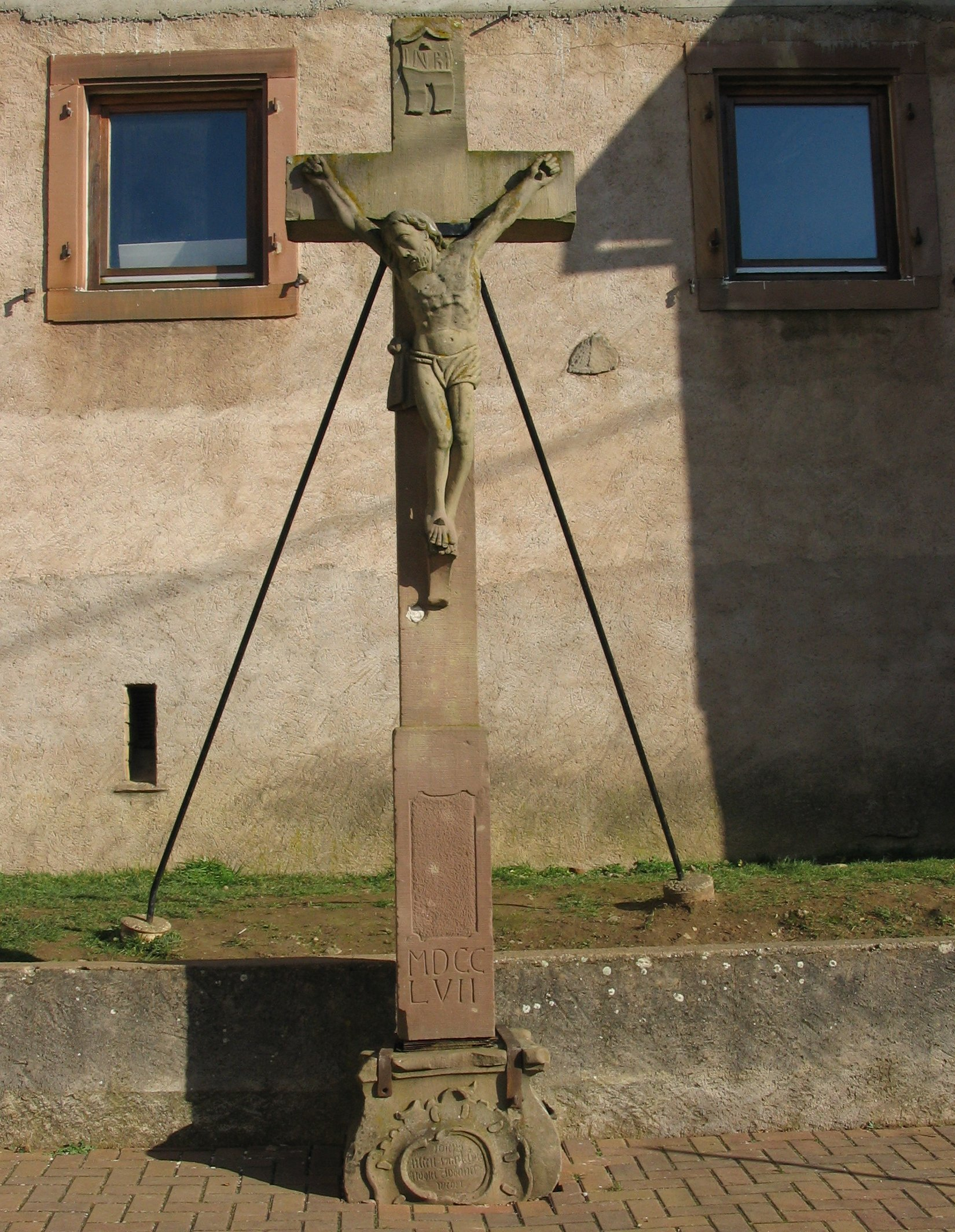
Croix.
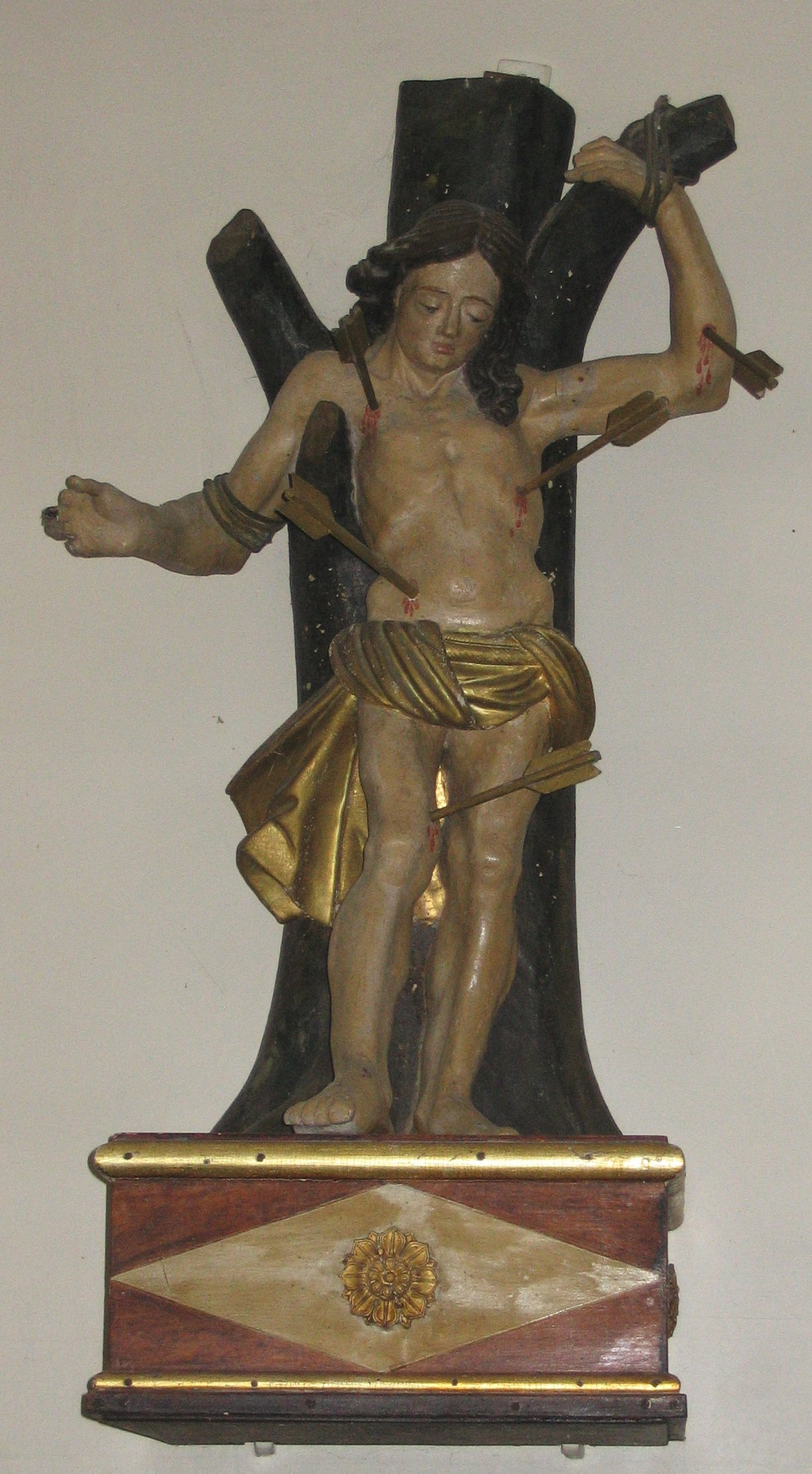
Statue de saint Sébastien, martyr du IIIe siècle.